# اجنات العليا (إب)

تعديل مصدري - تعديل

اجنات العليا محلة تابعة لقرية سواد، التابعة لعزلة بني محرم بمديرية إب إحدى مديريات محافظة إب في الجمهورية اليمنية.، بلغ تعداد سكانها 104 حسب تعداد اليمن لعام 2004.